# Цветово
Цветово (изписване до 1945 година: Цвѣтово; на македонска литературна норма: Цветово) е село в община Студеничани на Северна Македония.

## География
Селото се намира в областта Торбешия.

## История
В XIX век Цветово е помашко село в Скопска каза на Османската империя. Според статистиката на Васил Кънчов от 1900 година Цвѣтово е населявано от 450 българи мохамедани.
След Междусъюзническата война в 1913 година селото попада в Сърбия.
На етническата си карта от 1927 година Леонард Шулце Йена показва Цветово (Cvetovo) като албанско село.
На етническата си карта на Северозападна Македония в 1929 година Афанасий Селишчев отбелязва Цветово като албанско село.
Според преброяването от 2002 година селото има 807 жители.
| Националност     | Всичко |
| северномакедонци | 0      |
| албанци          | 0      |
| турци            | 805    |
| роми             | 0      |
| власи            | 0      |
| сърби            | 0      |
| бошняци          | 0      |
| други            | 2      |